# Pachalik
Le pachalik, encore écrit parfois paschalik, anciennement pachalyk (en turc ottoman : پاشالق pašālık; en turc : paşalık), est la dignité ou la charge d'un pacha.
Le terme désigne également le territoire soumis à l'autorité d'un pacha. Comme les beylerbeys (gouverneur-général) et les valis (gouverneur) étaient autorisés à porter le titre de pacha, le terme de pachalik a pris le sens de « province », bien que le terme exact administrativement soit eyalet ou vilayet.
Au niveau de l'organisation territoriale marocaine moderne, le « pachalik » est une circonscription administrative (subdivision de la province) au niveau urbain.